# Rhiannon

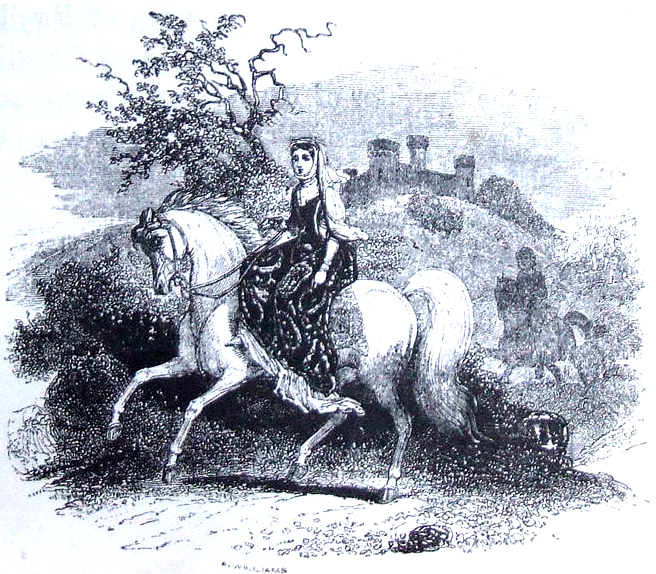
Rhiannon rijdt in Arberth, 1877

Rhiannon is een personage uit het verhaal Pwyll heer van Dyved uit de Mabinogion, zij is een feeënprinses. Rhiannon is de dochter van Hefeydd de Oude, de vrouw van Pwyll en later van Manawyddan, en de moeder van Pryderi. Soms wordt ze gelijkgesteld aan de Gallische godin Epona.

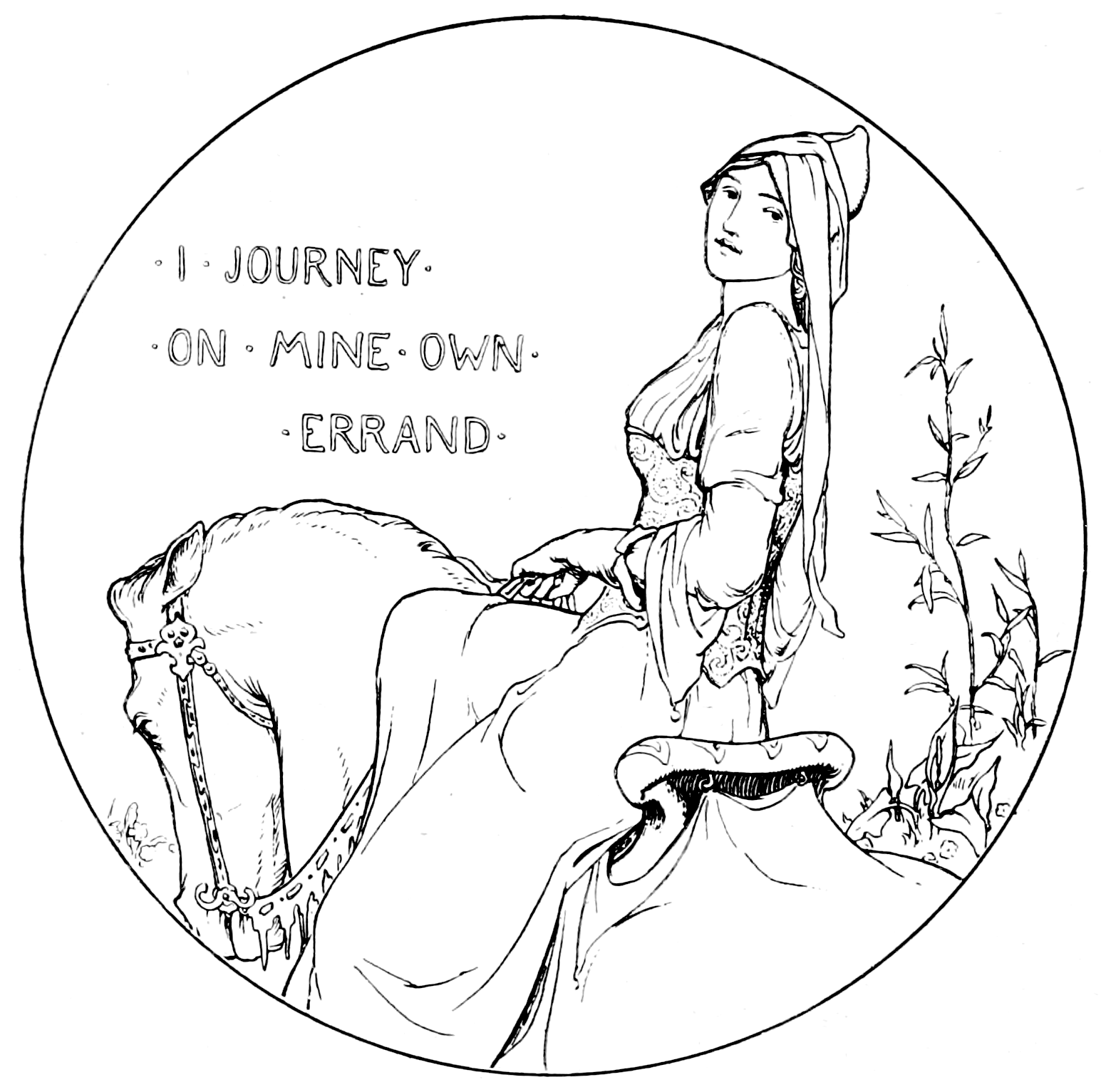
Rhiannon, 1895

Rhiannon wordt gedwongen te trouwen met een man waar ze niet mee wil trouwen en daarom zoekt ze de man waar ze wel mee wil trouwen. Dit is Pwyll en hij wil ook graag met Rhiannon trouwen. Op de dag van het feest, komt de man waar Rhiannon niet mee wil trouwen op bezoek. Hij vraagt of Pwyll een gunst wil verlenen en dat wil Pwyll wel, niet wetende wie de man is. Rhiannon is compleet van slag, want de man wil met haar trouwen als gunst en Pwyll kan zijn belofte nu niet breken. Ze belooft om met de man te trouwen, maar dat zal pas na een jaar plaatsvinden. Met een list kunnen Pwyll en Rhiannon het huwelijk voorkomen en de man komt in dienst van Pwyll.
Pwyll en Rhiannon trouwen en enkele jaren later wordt hun eerste kind Pryderi geboren. Pryderi wordt net na zijn geboorte ontvoerd. De zes bakers smeerden bloed van een puppy om de mond van de moeder om te voorkomen dat ze zelf bestraft zullen worden, want zij moesten op de baby passen. De volgende ochtend vertellen de bakers dat Rhiannon haar eigen kind heeft opgegeten. Rhiannon moet als straf voor het kasteel zitten en elke bezoeker moet zij het verhaal van haar misdaad vertellen. De bezoekers moet zij het kasteel indragen op haar rug, als een paard.
De leenheer Teyrnon heeft een merrie, elke nacht van 1 mei krijgt zij een veulen. Elk jaar is het veulen de volgende ochtend verdwenen. Hij houdt de wacht en ziet een enorme klauw het veulen grijpen. Hij hakt de arm bij de elleboog af, maar ziet buiten niets in het donker. Als hij weer binnenkomt, ziet hij een baby. De jongen lijkt op Pwyll en wordt na vier jaar naar het kasteel gebracht. Rhiannon wordt van alle blaam gezuiverd.